# Ynys Aberteifi
Ynys Aberteifi (anglès: Cardigan Island) és una petita illa inhabitada al nord d'Aberteifi, a Ceredigion, a l'oest de Gal·les. Situada prop de la desembocadura del Riu Teifi, és coneguda per la seva colònia de foques grises.